# Ove Korsgaard
Ove Korsgaard (født 13. december 1942) er en dansk lærer, forfatter og professor emeritus i pædagogik på Aarhus Universitet. Han har særligt forsket i folkehøjskoler og demokrati.
Han er far til journalist og forfatter Lea Korsgaard og forstander for Vartov Lise Korsgaard.

## Karriere
Korsgaard gik ud af skolen af 7. klasse. Han tjente herefter på forskellige gårde og gik på både landbrugsskole og højskole inden han søgte ind på læreruddannelsen på Den Frie Lærerhøjskole. Her blev han færdiguddannet i 1970.
Han blev herefter ansat på Gerlev Idrætshøjskole i 1970, og i 1974 blev han forstander på stedet, hvilket han var frem til 1991. Sideløbende blev han i 1979 leder af forskningscentret Idrætsforsk, hvilket han var frem til 1991. Herefter blev han forstander på Den frie Lærerskole, Ollerup, og i 1993 blev han ansat som seniorforsker på Nordens Folkelige Akademi i Göteborg, Sverige. I 1996 blev han ekstern lektor på Kulturstudier, Odense Universitet samtidig også lektor Forskningscenter for Voksenuddannelse, Danmarks Lærerhøjskole. I 1997 færdiggjorde han en Ph.d. samme sted.
I 2000 blev han ansat som lektor på Institut for Pædagogisk Filosofi på Danmarks Pædagogiske Universitet, og i 2005 blev han institutleder Institut for Pædagogisk Filosofi samme sted.i 2004 blev han dr.pæd. fra Danmarks Pædagogiske Universitet. I 2008 blev han udnævnt som professor i pædagogik Institut for Pædagogik på DPU.
Igennem sin karriere har han særligt beskæftiget sig med demokrati, folk og folkehøjskoler og deres rolle, og han har udgivet en lang række videnskabelige artikler om emnet.
Han var med i udvalget til Demokratikanon, der blev offentliggjort i 2008.

## Hæder
Korsgaard har været nomineret til Årets historiske bog to gange for Kampen om folket i 2008 og Solskin for det sorte muld i 2013.
I 2019 modtog han Højskolepædagogisk Pris for "i mange år at have fungeret som en regulær enmandshær i arbejdet med at kaste lys over den danske oplysningstradition, sådan som den især har været forbundet med de frie skoler."

## Privatliv
Korsgaard har fire børn, Lea, Lynge, Lau og Lise med Klara Korsgaard.